# Địa lý Burundi

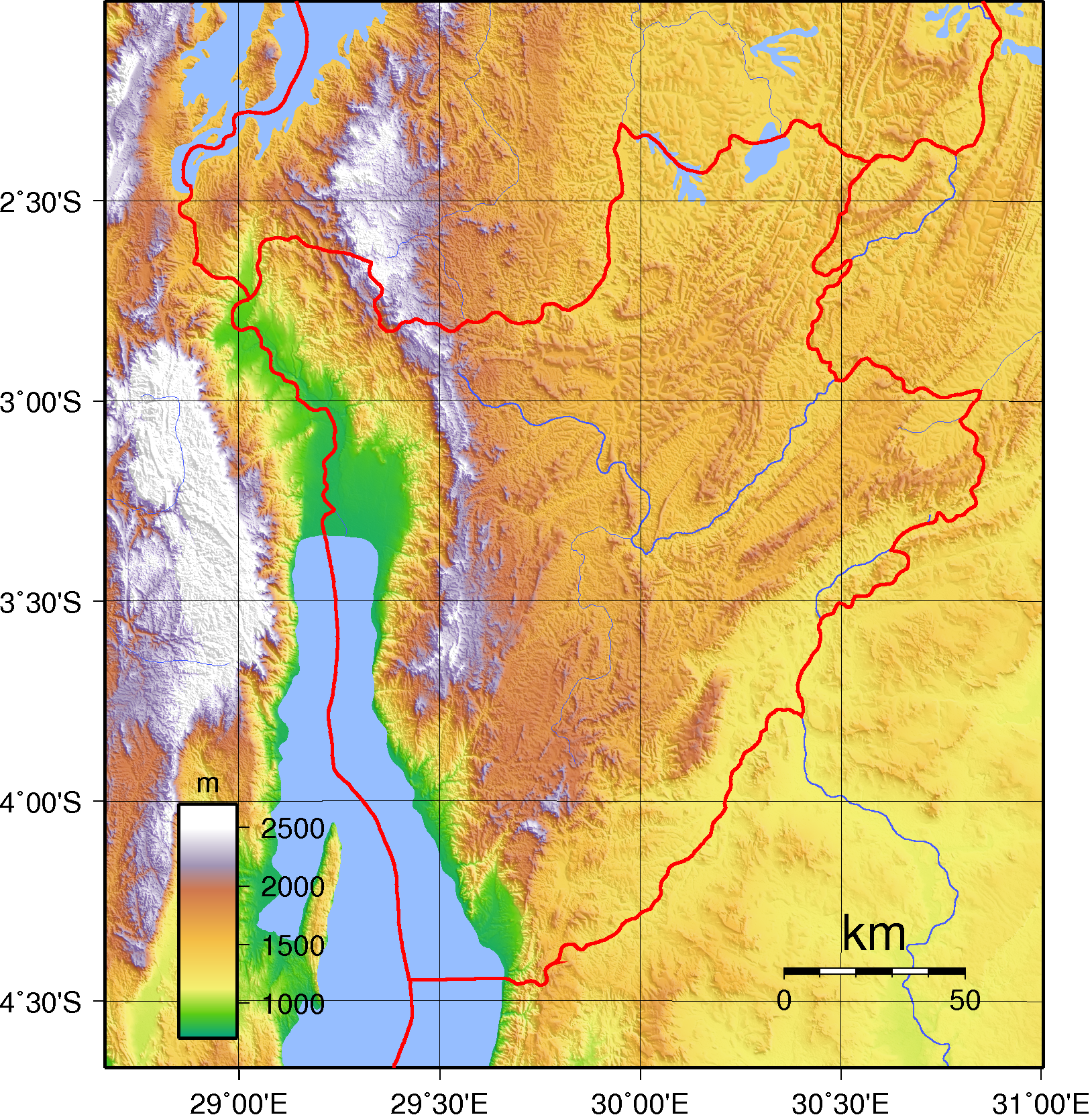
Địa hình Burundi

Vùng địa lý Burundi nằm ở trung tâm châu Phi, phía đông của Cộng hòa Dân chủ Congo. Tọa độ: 3°30′N 30°0′Đ / 3,5°N 30°Đ.

## Địa lý
Burundi có diện tích 27.830 kilômét vuông (10.750 dặm vuông Anh) về bề mặt, trong đó 25.680 kilômét vuông (9.920 dặm vuông Anh) là mặt đất. Nước này có đường biên giới bộ dài 1.140 kilômét (710 mi). Trong đó, 236 kilômét (147 mi) giáp Cộng hòa Dân chủ Congo, 315 kilômét (196 mi) giáp Rwanda và 589 kilômét (366 mi) giáp Tanzania. Burundi nằm trong lục địa, không giáp biển. Nước này nằm trên đỉnh của đường phân thủy Congo-Nile tách các lưu vực của sông Congo và sông Nile. Các đầu nguồn xa nhất của sông Nile, sông Ruvyironza có nguồn từ Burundi.

## Khí hậu
Phần lớn Burundi có khí hậu núi cao với phạm vi dao động nhiệt độ đáng kể ở nhiều khu vực. Nhiệt độ cũng thay đổi đáng kể từ khu vực sang khu vực khác chủ yếu do sự khác nhau về độ cao. Cao nguyên trung tâm có khí hậu mát mẻ, dễ chịu với nhiệt độ trung bình 20 °C (68 °F). Khu vực xung quanh Hồ Tanganyika ấm hơn, nhiệt độ trung bình 23 °C (73,4 °F); vùng núi cao nhất mát hơn, nhiệt độ trung bình 16 °C (60,8 °F). Nhiệt độ trung bình năm của Bujumbura là 23 °C (73,4 °F). Lượng mưa không đều, mưa nhiều nhất ở tây bắc. Các mùa khô khác nhau về thời gian và đôi khi có những thời gian dài hạn hán. Tuy nhiên, có thể được phân biệt được bốn mùa: mùa khô dài (tháng 6 đến tháng 8), mùa mưa ngắn (tháng 9 đến tháng 10), mùa khô ngắn (tháng 12 đến tháng 1) và mùa mưa dài (tháng 2 đến tháng 5). Hầu hết Burundi nhận lượng mưa của từ 1.300 và 1.600 mm (51 và 63 in) một năm. Đồng bằng Ruzizi và phía đông bắc nhận lượng mưa từ 750 và 1.000 mm (30 và 39 in)

## Địa hình
Địa hình chủ yếu của Burundi là đồi núi và có một cao nguyên ở phía đông. Các vùng đồng bằng phía nam và đông đã được Tổ chức Bảo tồn Thiên nhiên Thế giới phân loại là một phần của trung tâm rừng miombo Zambezian.
Điểm thấp nhất của nước này nằm ở Hồ Tanganyika ở độ cao 772 m (2,533 ft) và điểm cao nhất ở trên Núi Heha với độ cao 2.684 mét (8.806 ft). Thiên tai xảy ra ở Burundi chủ yếu là lũ lụt và lở đất.

## Tài nguyên thiên nhiên
Burundi có trữ lượng: niken, urani, oxit đất hiếm, than bùn, coban, đồng, platin (chưa khai thác), vanadi, niobi, tantan, vàng, thiếc, wolfram, kaolinit và đá vôi. ngoài ra còn có đất canh tác và tiềm năng thủy điện. Burundi có 214,3 kilômét vuông (82,7 dặm vuông Anh) được tưới tiêu. Bảng dưới đây mô tả việc sử dụng đất ở Burundi.
| Mục đích sử dụng      | Tỷ lệ trong khu vực |
| --------------------- | ------------------- |
| Đất canh tác          | 42.83 %             |
| Đất trồng cây lâu năm | 13.63 %             |
| Khác                  | 43.54 %             |

## Môi trường

### Vấn đề hiện tại
Xói mòn đất là một vấn đề đối với Burundi và đó là hậu quả của chăn thả quá mức và việc mở rộng đất nông nghiệp ở các vùng đất cận biên. Các vấn đề khác bao gồm: nạn phá rừng do không thể kiểm soát việc chặt cây làm nhiên liệu và đe dọa môi trường sống của động vật hoang dã dân.

### Thỏa thuận quốc tế
Burundi là một bên tham gia các hiệp định quốc tế liên quan đến môi trường như: đa dạng sinh học, biến đổi khí hậu, sa mạc hóa, các loài ngay cấp, chất thải nguy hại và bảo vệ tầng ozon. Những điều sau đây đã được ký nhưng chưa được phê chuẩn bởi Burundi: Luật biển và cấm thử hạt nhân.

## Điểm cực
Đây là một danh sách của các cực điểm của Burundi:
- Điểm cực bắc - vô danh, nằm trên đường biên giới với Rwanda ngay phía nam của thị trấn Mbuye, tỉnh Muyinga.
- Điểm cực đông - vô danh, nằm trên đường biên giới với Tanzania ngay phía tây bắc đồi Mburi, Tỉnh Cankuzo
- Điểm cực nam - vô danh nằm trên đường biên giới với Tanzania ngay phía bắc của thị trấn Mwenene của người Tanzania, tỉnh Makamba.
- Điểm cực tây - vô danh, nằm trên đường biên giới với Cộng hòa Dân chủ Congo ngay phía đông của thị trấn Kamanyola của người Congo, tỉnh Cibitoke.